# Declaración de las Causas y Necesidad de Tomar las Armas
La Declaración de las Causas y Necesidad de Tomar las Armas es una  Resolución adoptada por el Segundo Congreso Continental el 6 de julio de 1775, que explica porqué las  Trece colonias habían tomado las armas en lo que se había convertido en la Guerra Revolucionaria Estadounidense. El borrador final de la Declaración fue escrito por Thomas Jefferson y revisado por John Dickinson.

## Contenido
La Declaración describe lo que los colonos vieron como el esfuerzo del Parlamento de Gran Bretaña para extender su jurisdicción a las colonias después de la Guerra de los Siete Años. Las políticas objetables enumeradas en la Declaración incluyen impuestos sin representación, el uso extendido de los tribunales del vicealmirante, los diversos Actos coercitivos y el Acto declaratorio. La Declaración describe cómo los colonos, durante diez años, habían solicitado repetidamente la reparación de sus agravios, solo para que sus súplicas fueran ignoradas o rechazadas. Aunque se han enviado tropas británicas para hacer cumplir estos actos inconstitucionales, la Declaración insiste en que los colonos aún no buscan la independencia de la madre patria. Han tomado las armas "en defensa de la Libertad que es nuestro Derecho de Nacimiento y de la que disfrutamos hasta la tardía Violación de la misma", y "las depondrán cuando cesen las hostilidades por parte de los Agresores".
El párrafo inicial compara a las colonias como esclavizadas con la Legislatura de Gran Bretaña por la violencia, en contra de su propia constitución, y da eso como la razón por la que las colonias tomaron las armas:

La Legislatura de Gran Bretaña, sin embargo, estimulada por una pasión desmesurada por el poder, no solo injustificable, sino que sabe que está particularmente reprobada por la propia Constitución de ese Reino, y desesperada por el éxito en cualquier modalidad de competencia en la que se deba tener en cuenta a la verdad, la ley o el derecho, al fin y al cabo, abandonándolos, han intentado llevar a cabo su cruel y descortés propósito de esclavizar estas Colonias con la violencia, y por ello han hecho necesario que cerremos con su último llamamiento de la razón a las armas.

## Autoría
En el siglo XIX, se cuestionó la autoría de la Declaración. En una colección de sus obras publicada por primera vez en 1801, John Dickinson se atribuyó el mérito de haber escrito la Declaración. Esta afirmación no fue cuestionada por Thomas Jefferson hasta muchos años después, cuando Jefferson tenía casi 80 años. En su autobiografía, Jefferson afirmó que escribió el primer borrador, pero Dickinson objetó que era demasiado radical, por lo que el Congreso permitió que Dickinson escribiera una versión más moderada, manteniendo solo los últimos cuatro párrafos y medio del borrador de Jefferson. La versión de los hechos de Jefferson fue aceptada por los historiadores durante muchos años. En 1950, Julian P. Boyd, el editor de los artículos de Jefferson, examinó los borradores existentes y determinó que la memoria de Jefferson era defectuosa y que Dickinson reclamaba demasiado crédito por el texto final.
Según Boyd, un borrador inicial fue escrito por John Rutledge, un miembro de un comité de cinco nombrados para crear la Declaración. El borrador de Rutledge no fue aceptado y no sobrevive. Luego se agregaron Jefferson y Dickinson al comité. Jefferson fue designado para redactar un borrador; se desconoce cuánto se basó en el borrador perdido de Rutledge, si es que lo hizo. Luego, aparentemente, Jefferson envió su borrador a Dickinson, quien sugirió algunos cambios, que Jefferson, en su mayor parte, decidió no usar. El resultado fue que Dickinson reescribió la Declaración, manteniendo algunos pasajes escritos por Jefferson. Contrariamente a lo que recuerda Jefferson en su vejez, la versión de Dickinson no era menos radical; según Boyd, en algunos aspectos, el borrador de Dickinson fue más contundente. La audaz declaración casi al final fue escrita por Dickinson: "Nuestra causa es justa. Nuestra unión es perfecta. Nuestros recursos internos son grandes y, si es necesario, la ayuda exterior es indudablemente alcanzable". El desacuerdo en 1775 entre Dickinson y Jefferson parece haber sido principalmente una cuestión de estilo, no de contenido.

## Más lecturas
- Boyd, Julian P. "La autoría en disputa de la Declaración sobre las causas y la necesidad de tomar las armas, 1775".  Revista de Historia y Biografía de Pensilvania, 74 (1950), 51–73.
- Hayes, Kevin J. The Road to Monticello: The Life and Mind of Thomas Jefferson. Oxford University Press, 2008.

- Datos: Q5249461